# Puchar Polski w piłce ręcznej mężczyzn 2009/2010

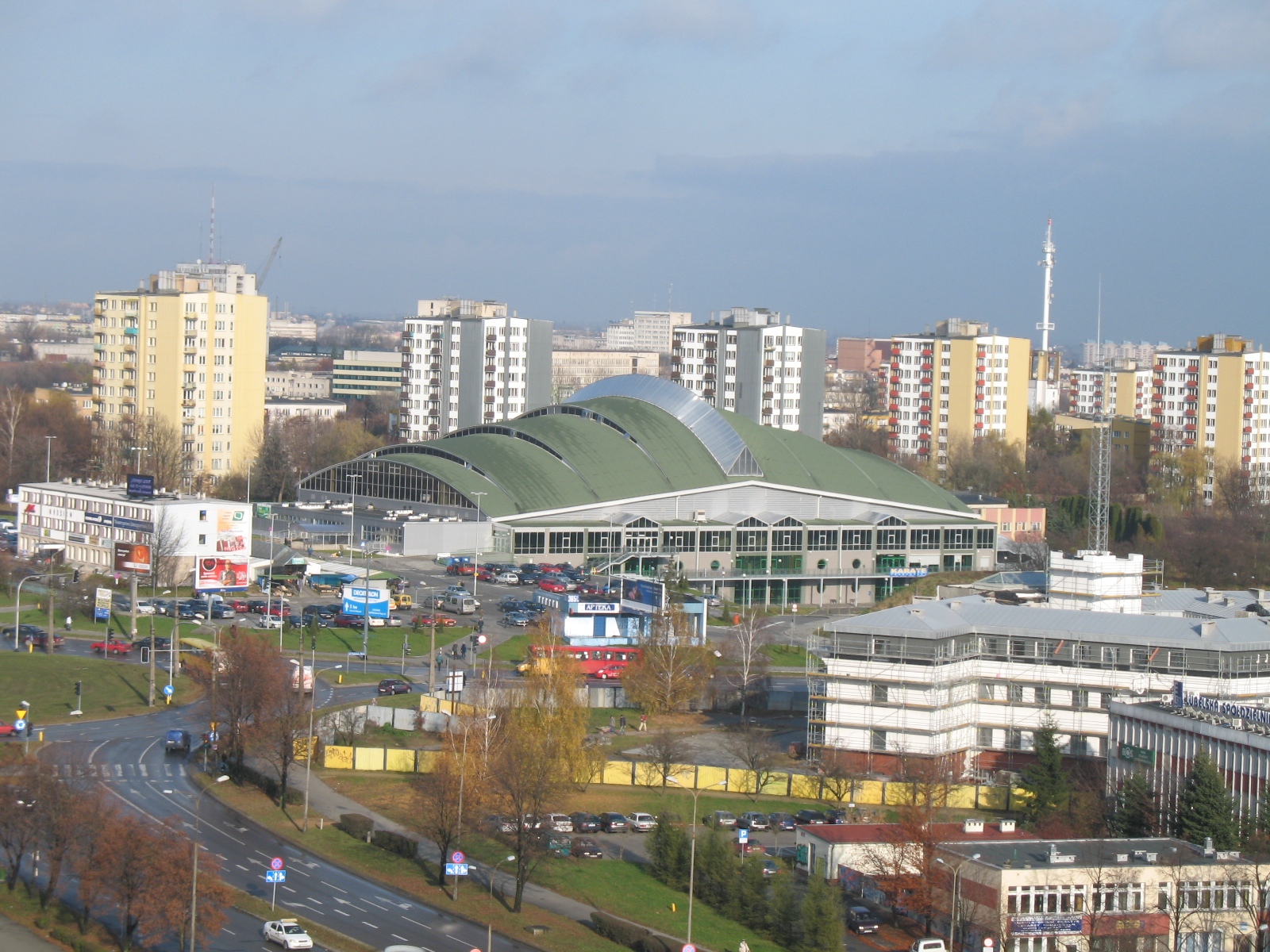
Hala Globus w Lublinie, gdzie rozegrano finał Pucharu Polski

Puchar Polski w piłce ręcznej mężczyzn 2009/2010 – rozgrywki mające na celu wyłonienie zdobywcy Pucharu Polski, który zakwalifikował się tym samym do Pucharu Zdobywców Pucharów sezonu 2010/2011. Finał został rozegrany 8 maja 2010 roku w Lublinie. Początkowo spotkanie miało się odbyć 11 kwietnia o godzinie 17:30. Jednak w związku z katastrofą lotniczą w Smoleńsku, mecz został odwołany.
W sezonie 2009/2010 rozgrywki te składają się z:
- meczów 1/16 finału,
- meczów 1/8 finału,
- meczów 1/4 finału,
- dwumeczów 1/2 finału,
- meczu finałowego.

## Klasyfikacja strzelców
| Bramki | Strzelcy        | Drużyna         |
| ------ | --------------- | --------------- |
| ?      | do uzupełnienia | do uzupełnienia |

## Mecze
|  |  | 1/16 Finału |  |
|  |  | ----------- |  |

| 29.11.2009 | MKKS Babia Góra Sucha Beskidzka | 20:28 (14:14) | UKS Olimp Grodków |

|  |  | 1/8 Finału |  |
|  |  | ---------- |  |

| 9.12.2009 | MOKS Słoneczny Stok Białystok | 25:37 (9:21) | KS Azoty Puławy |

| 9.12.2009 | Wisła Płock | 31:23 (18:8) | AZS-AWFiS Gdańsk |

| NR | Data           | Gospodarze           | Wynik         | Goście                                 |
| -- | -------------- | -------------------- | ------------- | -------------------------------------- |
| 4  | 9 grudnia 2009 | UKS Olimp Grodków    | 24:37 (9:18)  | OKPR Warmia-Traveland Olsztyn          |
| 5  | 9 grudnia 2009 | SPR BRW Stal Mielec  | 34:31 (15:16) | MMTS Kwidzyn                           |
| 6  | 9 grudnia 2009 | AS-BAU Śląsk Wrocław | 0:10 (0:0)    | MKS Nielba Wągrowiec                   |
| 7  | 9 grudnia 2009 | KS NMC POWEN Zabrze  | 26:38 (12:16) | Vive Targi Kielce                      |
| 8  | 9 grudnia 2009 | SPR Chrobry Głogów   | 34:24 (14:12) | MKS Piotrkowianin Piotrków Trybunalski |
| 9  | 9 grudnia 2009 | KS AZS AWF Warszawa  | 21:43 (13:22) | MKS Zagłębie Lubin                     |

1/4
| NR | Data            | Gospodarze           | Wynik         | Goście                        |
| -- | --------------- | -------------------- | ------------- | ----------------------------- |
| 10 | 3–4 lutego 2010 | MKS Nielba Wągrowiec | 28:30 (9:16)  | OKPR Warmia-Traveland Olsztyn |
| 11 | 3–4 lutego 2010 | Vive Targi Kielce    | 45:19 (19:8)  | SPR Chrobry Głogów            |
| 12 | 3–4 lutego 2010 | MKS Zagłębie Lubin   | 37:25 (17:10) | KS Azoty Puławy               |
| 13 | 3–4 lutego 2010 | SPR BRW Stal Mielec  | 31:35 (16:17) | Wisła Płock                   |

1/2
| NR | Data          | Gospodarze                    | Wynik         | Goście                        |
| -- | ------------- | ----------------------------- | ------------- | ----------------------------- |
| 14 | 10 marca 2010 | MKS Zagłębie Lubin            | 37:27 (19:11) | OKPR Warmia-Traveland Olsztyn |
| 15 | 10 marca 2010 | Vive Targi Kielce             | 29:23 (13:12) | Wisła Płock                   |
| 16 | 17 marca 2010 | OKPR Warmia-Traveland Olsztyn | 35:33 (20:12) | MKS Zagłębie Lubin            |
| 17 | 17 marca 2010 | Wisła Płock                   | 33:35 (15:18) | Vive Targi Kielce             |

Finał
| 18.8 maja 201019:00 | Vive Targi Kielce | 38:27(17:13) | Zagłębie Lubin | Hala Globus, Lublin, Polska Widzów: 3000 Sędzia: Marek Góralczyk (Świętochłowice), Mirosław Baum (Warszawa) |

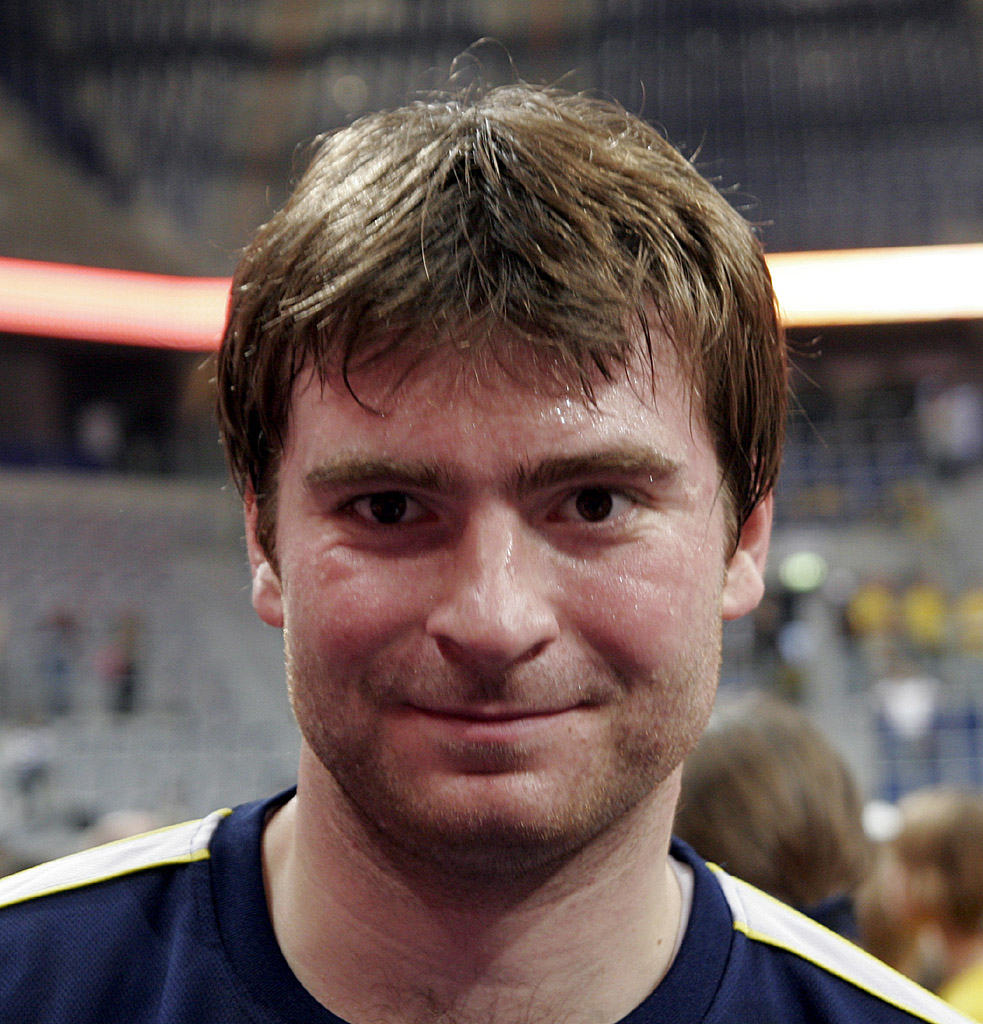
Rastko Stojković najlepszy strzelec finału Pucharu Polski

| 18.8 maja 201019:00 | Rastko Stojković 9 · Mariusz Jurasik 8 · Henrik Knudsen 6 · Paweł Podsiadło 5 · Piotr Grabarczyk 3 · Patryk Kuchczyński 2 · Mateusz Zaremba 2 · Kamil Krieger 1 · Tomasz Rosiński 1 · Daniel Żółtak 1 | 38:27(17:13) | 8 Piotr Obrusiewicz · 6 Paweł Adamczak · 3 Michał Stankiewicz · 3 Piotr Adamczak · 2 Adrian Niedośpiał · 2 Michał Nowak · 1 Bartłomiej Tomczak · 1 Tomasz Kozłowski · 1 Radosław Fabiszewski | Hala Globus, Lublin, Polska Widzów: 3000 Sędzia: Marek Góralczyk (Świętochłowice), Mirosław Baum (Warszawa) |
| 18.8 maja 201019:00 | 6× | 38:27(17:13) | 2× | Hala Globus, Lublin, Polska Widzów: 3000 Sędzia: Marek Góralczyk (Świętochłowice), Mirosław Baum (Warszawa) |

| Zdobywca Pucharu Polski 2009/2010 |
| --------------------------------- |
|                                   |
| Vive Targi Kielce siódmy tytuł    |